# William Babcock Hazen
William Babcock Hazen (27 septembre 1830 à West Hartford dans le comté de Windsor, État du Vermont et décédé le 16 janvier 1887 dans le district de Columbia) fut un major-général de l'Union qui servit dans les guerres indiennes, puis comme général de l'armée de l'Union durant la guerre de Sécession.
Il est enterré au cimetière national d'Arlington.

## Biographie

### Avant la guerre
William Babcock Hazen est diplômé de West Point en 1855.Il est promu second lieutenant le 1er juillet 1855 et affecté au 8th U.S. Infantry le 4 septembre 1855. Il est breveté premier lieutenant 16 mai 1859 pour « bravoure au combat » lors de deux engagements contre les Amérindiens au Texas. Il est promu premier lieutenant le 1er avril 1861.

### Guerre de Sécession
William Babcock Hazen est alors promu capitaine le 14 mai 1861 dans le 41st Ohio Volunteer Infantry. Il prend le commandement du régiment le 29 octobre 1861 en tant que colonel.
Il commande la 19th brigade de la 4th division de l'armée de l'Ohio lors de la bataille de Shiloh. Il est promu brigadier-général le 29 novembre 1862.
Il participe aux batailles de Perryville, de Stone's River, de Tullahoma.
Il est promu commandant dans l'armée régulière le 20 septembre 1863 pour « bravoure et service méritant » lors de la bataille de Chickamauga, puis lieutenant-colonel le 24 novembre 1863 au même motif, lors de la bataille de Chattanooga.
Il participe aux batailles de Knoxville, d'Atlanta, puis à la marche de Sherman vers la mer et à la campagne des Carolines.
Il est promu colonel, dans l'armée régulière, le 1er septembre 1864 pour « bravoure et service méritant » lors de la prise d'Atlanta. Il participe à la prise de fort Mc Allister.
Il est promu major-général le 13 décembre 1864.

### Après la guerre
William Babcock Hazen quitte le service actif des volontaires le 15 janvier 1866 et retourne dans l'armée régulière en tant que colonel le 28 juillet 1866 dans le 38th U.S.Infantry.
William Babcock Hazen est envoyé en tant qu'observateur aux côtés de l'armée prussienne lors de la guerre franco-prussienne de 1870.
Il est promu brigadier-général le 15 décembre 1880 dans le U.S Signal Corps.
Alors que l'expédition arctique de A. W. Greeley en 1881 est en péril, William Babcock Hazen critiquera le secrétaire à la guerre Robert Todd Lincoln pour la gestion de l'expédition de secours.